# Bech-Rafaelsen-Melancholie-Skala
Die Bech-Rafaelsen-Melancholie-Skala (BRMS oder selten BRMES) ist ein Fragebogen zur Erfassung von depressiven Symptomen über Fremdbeurteilung, der von der Arbeitsgruppe um Per Bech entwickelt wurde. Es sollen die vorhergehenden drei Tage beurteilt werden. Der Test besteht aus elf Fragen, die anhand eines strukturierten Interviews beantwortet werden sollen. Jede Antwort hat fünf Stufen, so dass ein Summenwert zwischen 0 und 44 über alle Fragen erreicht werden kann. Die Bearbeitungszeit wird auf 10–20 Minuten geschätzt, mit strukturiertem Interviewleitfaden bis zu 25 Minuten. Der Test soll eine bessere Veränderungssensitivität haben als der HAM-D-17.
Es gibt Cut-off-Werte für die Normalbevölkerung. Zur Klassifizierung des Schweregrads wird angegeben:
- 00–05: gesund[3]
- 06–14: leichte Depression[2][3]
- 15–25: mäßige Depression[3]
- 26–44: schwere Depression[3]

## Entwicklung
Der HAM-D-17 wurde zuerst um sechs Fragen erweitert und später auf insgesamt elf Fragen reduziert. In der BRMS sind sechs rasch-homogene Fragen der HAM-D enthalten. Zusätzlich enthält der Fragebogen noch fünf Fragen aus der "Cronolm-Ottosson Depressions-Skala" aus dem Jahr 1960. Der Fragebogen sei analog zur Bech-Rafaelsen Manie-Skala (BRMAS) aufgebaut.